# Asteia nigripes
Asteia nigripes är en tvåvingeart som beskrevs av Oswald Duda 1927. Asteia nigripes ingår i släktet Asteia och familjen smalvingeflugor.
Artens utbredningsområde är Taiwan. Inga underarter finns listade i Catalogue of Life.